# Магічний струмок
Магічний струмок (порт. Igarapé Mágico) — бразильський дитячий телесеріал, створений Біа Розенберг і Рожеріо Брандао за сценарієм Флавіо де Соуза. Серіал, випущений у 26 епізодах на TV Brasil
у 2014 році, створений на замовлення Dogs Can Fly, доносить до дошкільної аудиторії важливість збереження навколишнього середовища за допомогою історій, у яких головні ролі грають дитинчата тварин із струмка в бразильському регіоні Амазонки.  

## Сюжет
Дитинча ламантина Манна прибуває зі своєю родиною, щоб жити в річці Амазонії, де вода спокійніша, і зустрічає піранью Котінью, арапаїму Бітело та анаконду Сечі. Чотири пташенята з різними характерами стають друзями та разом із деревною жабою Кіньєю та алігатором Хака Зе та за допомогою Іари, міфологічної істоти з регіону, яка передає їм знання, вони навчають їх у своїх пригодах, оповіданих чаплею Пілгеродіусом Пілеатосом. 

## У ролях
- Магда Круделлі — Котіньа
- Едуардо Алвес — Манна і Пілеродій Пілеатос
- Уго Піккі — Бітело
- Мар'яна Елізабецькa — Сечі та Куінья
- Пауло Сокобауно — Хака Зе
- Роберта Естрела Д'Альва — Іарa

## Трансляція
Прем’єра серіалу проходила з понеділка по п’ятницю о 9:00 та 13:30 вечора в кварталі Hora da Criança, а потім по неділях о 12:30. Перші тринадцять епізодів були показані з 20 січня по 5 лютого 2014 року, а решта тринадцять — з 28 липня по 13 серпня. Серіал, який продовжував транслюватися на TV Brasil до 2020 року, був придбаний каналом Zoomoo у 2015 році.